# Royal Canal Scherzer Bridge
Die Royal Canal Scherzer Bridge ist eine schmiedeeiserne Brücke in Dublin, Irland. Die Scherzer Rollklappenbrücke ist unter der Nummer 912 in die Denkmal-Liste eingetragen. Sie befindet sich am North Wall Quay in der Guild Street. Die Brücke wurde 1912 errichtet und überbrückt den Royal Canal an der Stelle, an der er auf den Liffey trifft.
Die Brücke wurde gebaut, um dem Wasserverkehr Zufahrt zum Royal Canal und den Spencer Docks zu verschaffen, aber auch, um Meerwasser aus den Docks herauszuhalten. Heute wird sie zu diesem Zweck nicht mehr verwendet, denn ihre Dieselmotoren wurden entfernt. Die Brücke konnte den Verkehr aufhalten und ein Schiff innerhalb von viereinhalb Minuten durchlassen. Heute dient sie als Denkmal für die industrielle Vergangenheit der Docklands.
Diese Scherzerbrücke ist nach einem auf ein Patent von William Scherzer (Chicago) zurückgehenden Prinzip konstruiert worden, welches sich sehr schnell weltweit ausgebreitet hat. Das System ist das am häufigsten genutzte für bewegliche Brücken aufgrund der Schnelligkeit und Notwendigkeit nur minimaler Energiezufuhr für den Betrieb.